# The Legend of Kage 2
The Legend of Kage 2 es un videojuego arcade para Nintendo DS que constituye una de las secuelas del juego original: The Legend of Kage.

## Historia
La línea argumental de esta secuela no se aleja mucho de la original. Mientras el protagonista, Kage/Chihiro escolta a la sacerdotisa Kirihime, dueña de un grandísimo poder, ésta es secuestrada al comienzo de la aventura por un misterioso guerrero místico o demonio. Tras esto, el protagonista cae herido al intentar protegerla en vano. Una desconocida energía le hace recobrar el sentido más tarde y parte inmediatamente en busca de la princesa lo más rápidamente posible.
A partir de ese momento se presentan una serie de retos, de una dificultad cada vez mayor, a la vez que se van comprendiendo los malévolos planes detrás de la oscura figura que se ha llevado a Kirihime.

## Análisis
The Legend of Kage 2 se desarrolla como un juego de plataformas y acción de scroll vertical, sin olvidar la importancia de la verticalidad, algo muy presente gracias a las habilidades del protagonista, con un planteamiento y estilo que recuerda al clásico de Sega Shinobi.
Los movimientos más básicos consisten en caminar, correr (pulsando dos veces en la dirección deseada), atacar, saltar y agacharse. A medida que se avanza en la aventura se pueden conseguir otros nuevos como el de deslizamiento (agachado, pulsando el botón de salto). Pero el movimiento más elemental, junto con el de ataque, es el de salto. el protagonista será capaz de alcanzar lugares elevados gracias a esta habilidad.
The Legend of Kage 2 permite jugar la aventura con dos personajes distintos. Por un lado tenemos al ninja Kage, que da título al juego, y por otro a la guerrera Chihiro. Cada uno de ellos cuenta con dos armas distintas, Kage porta una katana y puede lanzar shurikens a los enemigos más distantes. Por el contrario la joven Chihiro usa como arma principal un kurasigama que es una hoz enganchada a una cadena, y se servirá de un gancho para atacar a los enemigos más lejanos. A medida que avancemos, sus habilidades de ataque se irán mejorando. Por ejemplo, Kage podrá lanzar más shurikens seguidos y la longitud del gancho de Chihiro irá aumentando progresivamente. Adicional a sus poderes también pueden invocar un poder especial conocido como jutsu con el cual pueden derrotar varios enemigos al tiempo.